# Schlacht bei Montereau
Frühjahrsfeldzug 1813
Lüneburg – Möckern – Halle – Großgörschen – Gersdorf – Bautzen – Reichenbach – Nettelnburg – Haynau – Halberstadt – Luckau
Herbstfeldzug 1813

Großbeeren – Katzbach – Dresden – Hagelberg – Kulm – Dennewitz – Göhrde – Altenburg – Wittenberg – Wartenburg – Liebertwolkwitz – Leipzig – Torgau – Hanau – Hochheim – Danzig
Winterfeldzug 1814

Épinal – Colombey – Brienne – La Rothière – Champaubert – Montmirail – Château-Thierry – Vauchamps – Mormant – Montereau – Bar-sur-Aube – Soissons – Craonne – Laon – Reims – Arcis-sur-Aube – Fère-Champenoise – Saint-Dizier – Claye –  Paris
Sommerfeldzug von 1815

Quatre-Bras – Ligny – Waterloo – Wavre – Paris
Die Schlacht bei Montereau war eine Schlacht während des Winterfeldzuges 1814 im Rahmen der Befreiungskriege zwischen französischen Truppen unter dem persönlichen Befehl Napoleons und dem württembergischen Korps der Böhmischen Armee, verstärkt um eine österreichische Brigade. Sie fand am 18. Februar 1814 bei Montereau-Fault-Yonne an der Seine in Frankreich statt.

## Der Anmarsch der französischen Truppen

Plan der Schlacht nach Rothenburg

Napoleon hatte bis zum 16. Februar 1814 eine Streitmacht von 65.000 Mann nördlich von Nangis zusammengezogen und am 17. Februar 1814 deren Vormarsch nach Süden persönlich angeführt. In den Gefechten bei Mormant und Valjouan hatte er den Koalitionstruppen am 17. Februar 1814 erste, spürbare Verluste zugefügt.
In Nangis teilte Napoleon seine Truppen auf, um sein erstes strategisches Ziel, den Übergang über die Seine, unverzüglich zu erreichen.
- Marschall MacDonald sollte gegen Bray-sur-Seine ziehen und erreichte bis zum Abend des 17. Februar 1814 noch Donnemarie,
- Marschall Oudinot sollte gegen Nogent-sur-Seine marschieren, kam aber zunächst nur bis Provins,
- Marschall Perrin (genannt Victor) erhielt den wichtigen Auftrag, bis zum Morgen des nächsten Tages die Brücken über Seine und Yonne bei Montereau zu nehmen. Victor blieb aber mit seinem Korps in Salins stehen und provozierte damit ein längeres Zerwürfnis mit dem französischen Kaiser.
- Das kleinere Korps Pajol sollte Marschall Victor unterstützen. Es stand am 17. Februar 1814 morgens bei Melun mit einer Infanterie-Division unter Pacthod und drei Kavallerie-Regimentern unter den Offizieren Delort, Coëtlosquet und Grouvel. Dieses Korps kam an diesem Tage bis Valence an der Straße nach Montereau.

Napoleon war bekannt, dass die beiden österreichischen Korps Bianchi und Gyulay der Böhmischen Armee sowie Teile der österreichischen Reserve die Yonne bereits von Osten nach Westen überschritten hatten und bis Fontainebleau vorgerückt waren. Sollte es also der französischen Armee gelingen, in einem Handstreich die Brücken über die Yonne in Montereau, Pont-sur-Yonne und Sens zu nehmen, so war die Böhmische Armee für Tage geteilt, und ihre zahlenmäßig unterlegenen Fragmente mussten sich einzeln der französischen Armee zum Kampfe stellen.
Fürst Schwarzenberg, der Oberkommandierende der Böhmischen Armee, hatte die drohende Gefahr erkannt und seine Korps, die an den Seine-Brücken in Montereau, Bray-sur-Seine und Nogent standen, dringend angewiesen, diese Übergänge so lange zu verteidigen, bis die anderen Korps sich wieder über die Yonne zurückgezogen hatten.
Unter den genannten Brücken über die Seine hatte die bei Montereau eine hervorgehobene Bedeutung, da dort die Yonne in die Seine mündet und von dort die Wege zu den südlicheren Übergängen über die Yonne kurz waren. Aus diesem Grunde konzentrierte Napoleon seine Kräfte am nächsten Tage, dem 18. Februar 1814, auf Montereau und leitete die Schlacht am Nachmittag persönlich.

## Die Topografie des Gefechtsfeldes

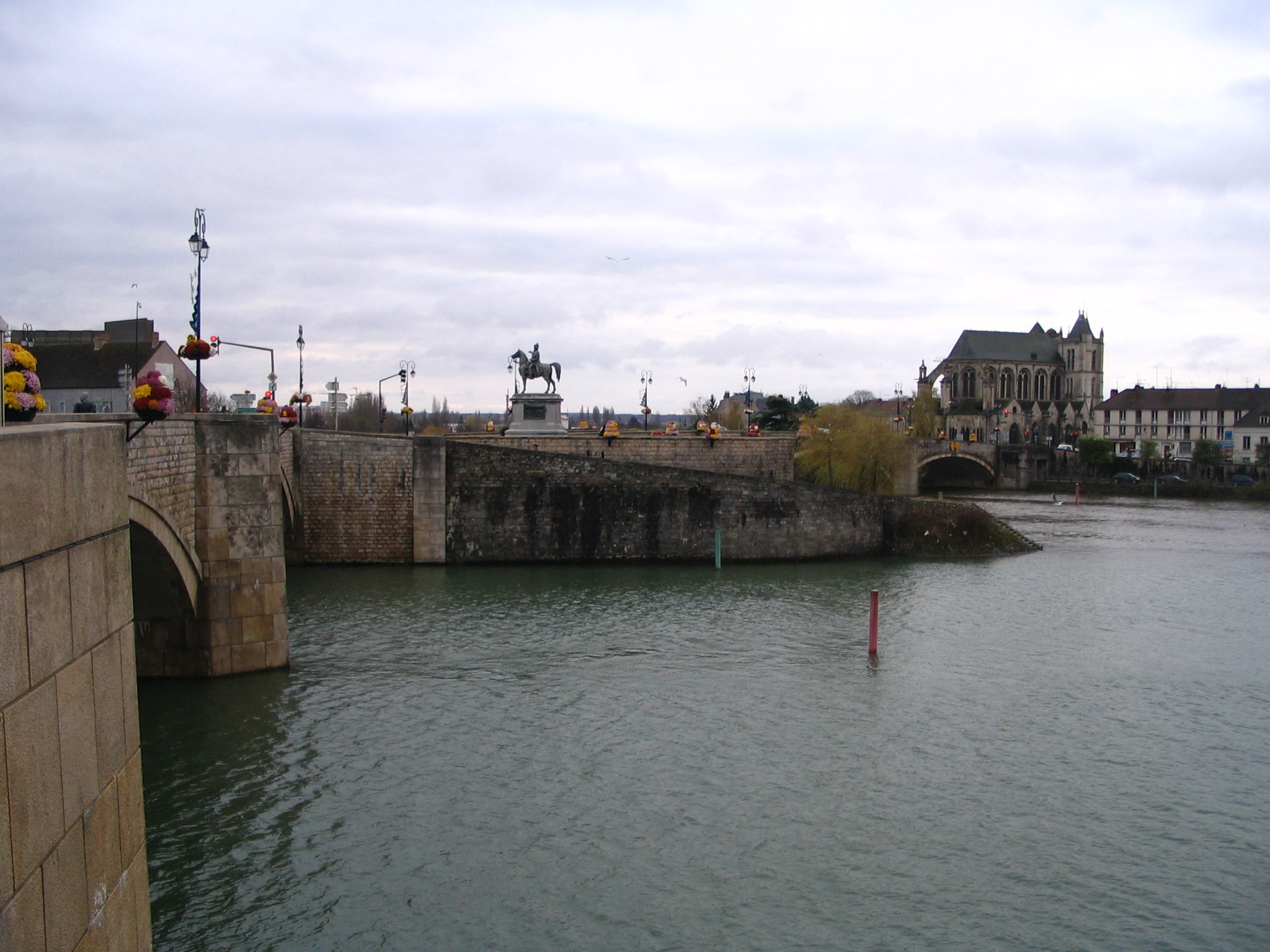
Zusammenfluss von Seine und Yonne vor der Kathedrale von Montereau mit dem Reiterstandbild Napoleons mittig

Montereau liegt an der Mündung der Yonne in die Seine. 1814 lag die Stadt ganz in dem Winkel südlich der Seine und westlich der Yonne. Aus der Stadt heraus führte zunächst eine Brücke über die Yonne nach Osten und von dort unmittelbar noch Norden über die Seine. Beide Brücken waren aus Steinen errichtet.
Unmittelbar nördlich der Seine erhebt sich hinter einem schmalen Uferstreifen, der bereits bebaut war, eine steile, hohe, etwa 2.000 Meter breite Bergwand. Entlang dieser führt nach Westen die Straße über Valence nach Melun und Paris, nach Osten über den Ort Courbeton die Straße nach Nangis.
Nördlich der Bergwand erstreckt sich 3 Kilometer nach Norden ein Plateau weitgehend frei von Wäldern. Von der Pariser Straße führten zwei Wege auf dieses Plateau hinauf, der erste zum Château Surville, einem Herrenhaus oberhalb der beschriebenen Bergwand, der zweite weiter westlich zu dem Dorf Ormeaux, heute der nördlichste Stadtteil Montereaus. Nordwestlich von Ormeaux liegen die beiden Weiler Plat Buisson und
Les Coureaux, weiter im Nordosten das Dorf Forges.

## Die Stellungen der Koalitionstruppen am Morgen des 18. Februar 1814
Der württembergische Kronprinz, der die Koalitionstruppen um Montereau kommandierte, stand vor einem Dilemma: Wenn er die Seine-Brücke zerstörte und südlich des Flusses Stellung bezog, so konnten die Franzosen ihre überlegene Artillerie am Rande des Plateaus positionieren, von wo sie das gesamte Terrain beherrschen würden – wie es später auch geschah. Besetzte er mit seinen Truppen aber das Plateau nördlich des Flusses, so hatten diese keine erkennbare Rückzugslinie: Hinter ihnen lag der Berghang und dahinter der Fluss. Dennoch beschloss Kronprinz Wilhelm, den südlichen Teil des Plateaus vom Château Surville bis Ormeaux zu besetzen. Er ließ dort 8.500 Mann Infanterie, 1.000 Reiter und 40 Geschütze in Stellung gehen, darunter die österreichische Brigade. Südlich der Seine standen zwei österreichische Batterien, die die Uferstraßen auf der gegenüberliegenden Seite des Flusses dominierten. Weitere Truppen standen hinter Montereau in Reserve oder waren noch im Anmarsch. Die Mehrzahl dieser Truppen stand an der Straße nach Bray bei Motteux und Marolles. Sie hatten auch die Aufgabe, einen Übergang der Franzosen über die Seine flussaufwärts von Montereau zu verhindern.

## Die Schlacht bei Montereau am 18. Februar 1814

Plan der Schlacht nach Kausler und Woerl

### Die Gefechte von Morgengrauen bis 13:00 Uhr
Mit dem ersten Tageslicht ließ Marschall Victor sein Korps bei Salins antreten und auf Montereau marschieren. Der erste Angriff der Franzosen erfolgte entlang der Straße von Salins auf Courbeton. Er wurde bald zurückgeschlagen, wobei sich die österreichischen
Geschütze südlich der Seine bewährten. In der Zwischenzeit hatte eine erste französische Brigade Ormeaux erreicht und griff die Stellungen der Koalitionstruppen dort an. Bald wurden die angreifenden Franzosen durch eine weitere Division verstärkt, und es entbrannte ein zäher, verlustreicher Kampf um den Ort, der erst am späteren Nachmittag entschieden wurde.
Einer französischen Brigade gelang es, Ormeaux zu umgehen und den Hang hinab bis an den Uferstreifen der Seine vorzudringen. Hier wurde aber ihr befehlshabender General tödlich verwundet. Nach dem Ausfall des kommandierenden Offiziers zog sich die französische Brigade wieder zurück.
Während des Vormittages rückte auch das Korps Pajol von Valence aus entlang der Pariser Straße gegen Montereau vor. Obwohl es 24 Geschütze ins Gefecht brachte, hinderten es die württembergische Infanterie und Kavallerie erfolgreich an einem raschen Vorankommen.

### Die Gefechte von 13:00 Uhr bis 15:00 Uhr

Umgebungskarte von Montereau

Um 13:00 Uhr erreichte das Korps Gérard mit zwei Infanterie-Divisionen das Schlachtfeld. Gérard ließ die Artillerie verstärken und 40 Geschütze gegen die Koalitionstruppen in Stellung bringen. Dann begann ein weiterer Infanterie-Angriff auf Ormeaux, der noch einmal abgewehrt werden konnte, indem der württembergische Kronprinz seine Reserven, soweit sie nördlich der Seine bereitstanden, zum Einsatz brachte. Ebenso gelang es noch einmal, das Vorrücken des Korps Pajol an der Pariser Straße zu stoppen.

### Die Gefechte von 15:00 Uhr bis zum Abend
Noch vor 15:00 Uhr traf Napoleon persönlich ein. Ihm folgten weitere Artillerie sowie zwei Regimenter der Alten Garde, die aber bei Forges stehen blieben. Damit standen den Koalitionstruppen nun 30.000 Franzosen mit 60 Geschützen gegenüber, eine drei- bis vierfache Übermacht.
Napoleon ordnete den Angriff in vier Kolonnen: Eine unter Pajol entlang der Pariser Straße, eine gegen Ormeaux und eine gegen das stark verteidigte Château Surville. Die vierte entlang der Straße von Nangis gegen Courbeton. Der Angriff wurde von 60 Geschützen unterstützt.
Gegen 16:00 Uhr musste der württembergische Kronprinz den Befehl zum Rückzug geben. Zunächst wurden Kavallerie und Artillerie unter geringen Verlusten über die Seine-Brücke gebracht. Ohne deren Schutz wurde die Situation der Infanterie aber unhaltbar. Die österreichische Brigade wurde noch angewiesen, Château Surville so lange wie möglich zu halten, dann versuchten die Württemberger die Brücke zu erreichen, eine Bewegung, die unter dem Druck der nachsetzenden Franzosen sehr schnell zu einer Flucht den Berghang hinab wurde. Inmitten seiner Männer befand sich der Kronprinz, der persönlich in Lebensgefahr kam, als die Franzosen am Rande des Berghanges ihre ersten Geschütze in Stellung brachten und von dort die Davoneilenden beschossen.

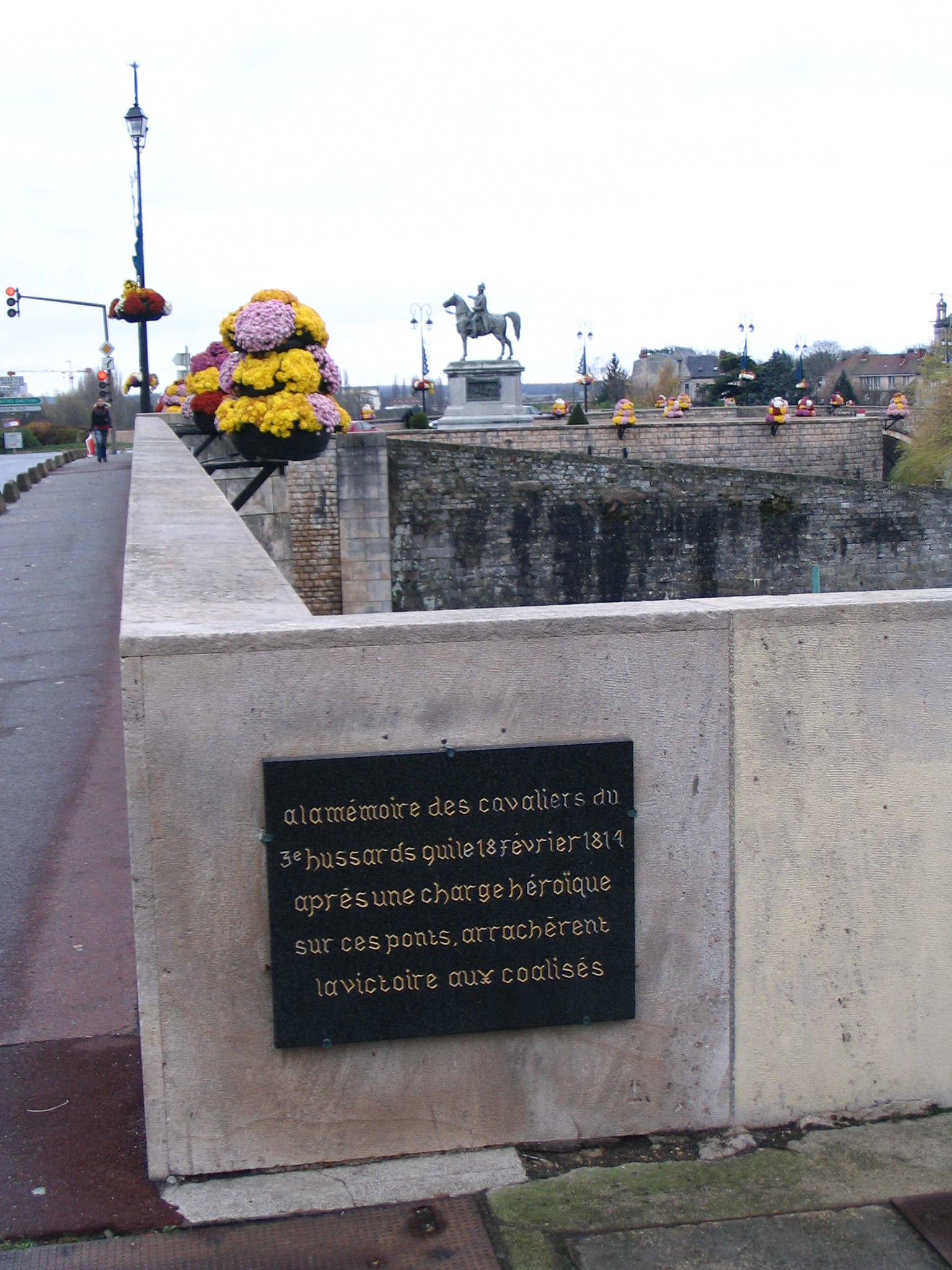
Gedenktafel für den Reiterangriff der französischen Husaren an der Seine-Brücke in Montereau

Zu diesem Zeitpunkt gelang dem Reiterregiment Delort des Korps Pajol eine der bejubeltsten Kriegstaten der napoleonischen Kriege, als es durch die Feinde hindurch stürmend die Seine-Brücke eroberte. Einmal noch konnten die württemberger Reserven in einem Bajonett-Angriff die Brücke räumen und ihren Kameraden Raum zur Flucht verschaffen, dann war auch Pajol mit seinen weiteren Kavallerie-Regimentern heran und besetzte die Brücke. Das Gedränge dort war so groß, dass kein Kampf mehr zustande kam. Allerdings begannen die Bewohner Montereaus aus den Fenstern ihrer Häuser heraus auf die fliehenden Koalitionstruppen zu schießen.
Eine geordnete Sprengung der verminten Brücke kam auch nicht mehr in Betracht. Eine einzelne Sprengladung detonierte und beschädigte das Bauwerk nur geringfügig.
Am schwersten traf es General Pajol: Er wurde bei einem Sturz vom Pferde so schwer verletzt, dass er zur Genesung nach Paris zurückgebracht werden musste und während dieses Feldzuges nicht mehr in Erscheinung trat.
Die Württemberger gaben später ihre Verluste mit 92 Toten und 714 Verwundeten an. Die Österreicher aber, die der Kronprinz zur Verteidigung des Château Surville zurückgelassen hatte, verloren 2.000 Mann an Toten und Verwundeten. 3.000 Mann der Koalitionstruppen gerieten in Gefangenschaft. Die Franzosen gaben ihre Verluste mit 2.500 Mann an.
Die Württemberger zogen sich auf der Straße nach Bray-sur-Seine zurück. Ihre Nachhut hielt am Abend noch Bazoches.

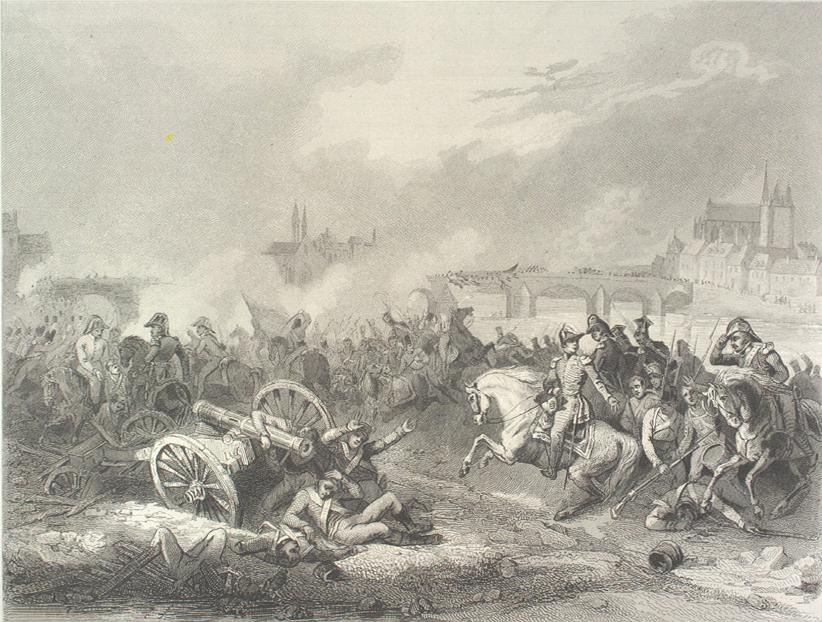
Schlacht von Montereau, Reproduktionsgrafik des Gemäldes von Jean-Charles Langlois

Napoleon ließ sofort zwei Kavallerie-Regimenter entlang der Yonne nach Pont-sur-Yonne gehen, ihnen folgte eine Infanterie-Division. Diese Truppen trafen bei Pont-sur-Yonne noch auf die Nachhut des österreichischen Korps Bianchi, das die Yonne bereits von Westen nach Osten überschritten hatte, und die Brücke in Pont-sur-Yonne hinter sich zerstört hatte. Am nächsten Tag, dem 18. Februar 1814, standen die beiden österreichischen Korps Bianchi und Gyulay bereits wieder bei Villeneuve-l’Archeveque. Damit war Napoleons Plan, die Böhmische Armee zu teilen, gescheitert.
Napoleon nahm sein Hauptquartier im Château Surville und blieb dort noch zwei Tage.

## Weitere Gefechte und Bewegungen am 18. Februar 1814

### Das Gefecht bei Mouy
Das französische Korps MacDonald hatte sich am Morgen des 18. Februar 1814 über Donnemarie auf Bray-sur-Seine zubewegt. Vor der Stadt traf es jedoch auf energischen Widerstand der Bayern des Korps Wrede, die sich um Mouy festgesetzt und ihre Geschütze in Stellung gebracht hatten. Die Franzosen konnten sich in der sumpfigen Flusslandschaft an der Seine nicht entfalten und begnügten sich mit einem Artillerie-Duell. Am nächsten Tage zog sich das französische Korps sogar wieder zurück und marschierte nach Montereau, um dort die Seine zu überschreiten.

### Der Übergang des Korps Wittgenstein über die Seine
Das russische Korps Wittgenstein überschritt an diesem Tage die Seine in Nogent-sur-Seine von Norden nach Süden. Ihm folgte in respektvoller Entfernung das französische Korps Oudinot, das an diesem Tage nur bis Sourdun kam und am nächsten Tag nach Bray-sur-Seine zog, um dort die Seine zu überschreiten, nachdem die Bayern abgezogen waren.

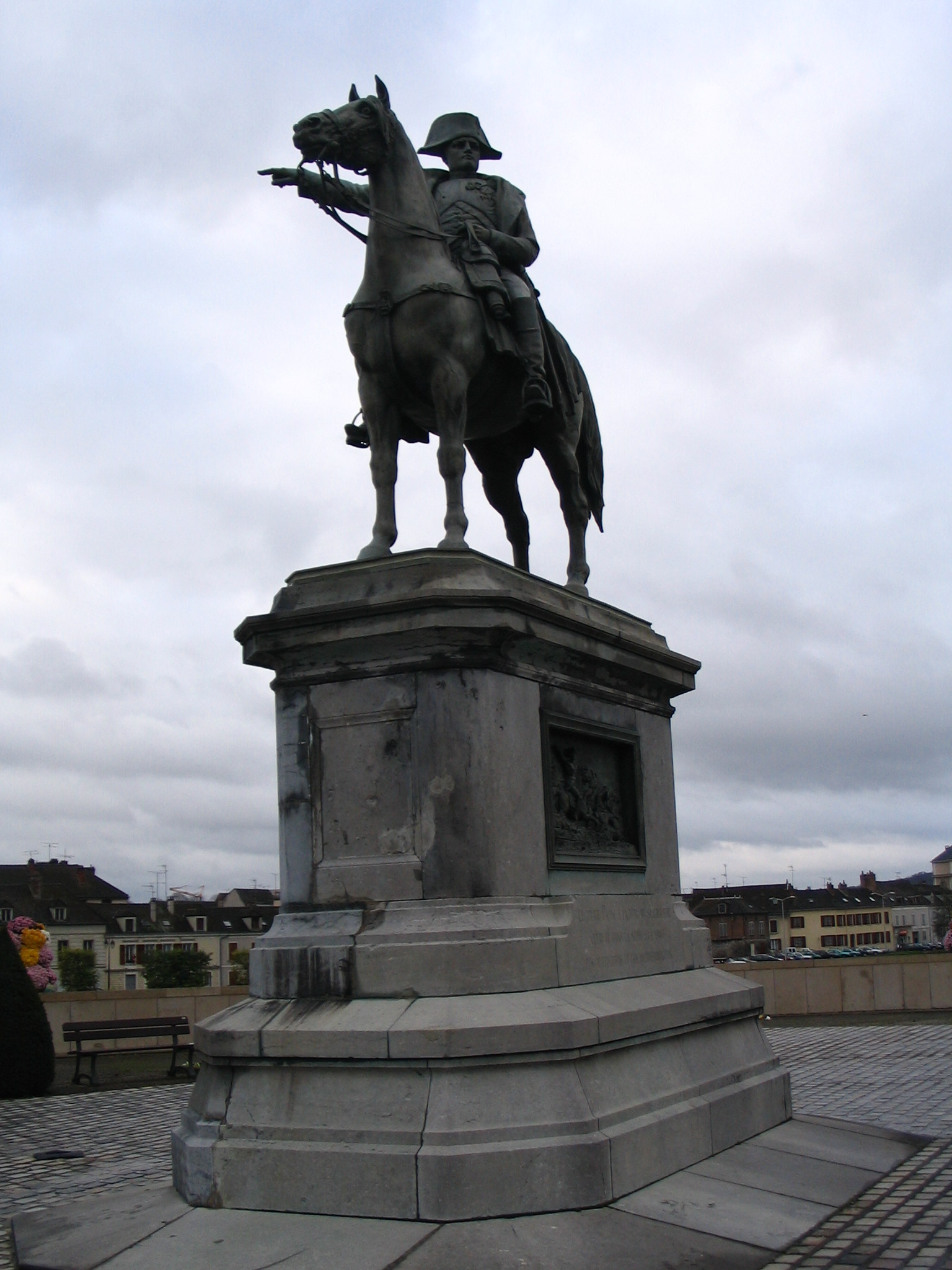
Reiterstandbild Napoleons auf der Landspitze zwischen den Flüssen und den Brücken

## Die Tage danach
Napoleon blieb bis zum 20. Februar 1814 in Montereau und ordnete seine Truppen neu: Das Korps des verwundeten Generals Pajol wurde aufgelöst.
Am 19. Februar 1814 traf Marschall Ney mit seinem Korps junger Rekruten in Montereau ein. Dafür zog das Korps Gérard an diesem Tage entlang der Yonne bis Pont-sur-Yonne, wo es aufgehalten wurde, weil es die Brücke wieder instand setzen musste, die die Österreicher am Vortag zerstört hatten.
Das Korps MacDonald marschierte am 19. Februar 1814 ebenfalls nach Montereau und überschritt dort die Seine. Das Korps Oudinot bewegte sich am gleichen Tage nach Bray-sur-Seine und ging dort auf das südliche Ufer der Seine über.
Die Böhmische Armee zog sich am 19. und 20. Februar 1814 nach Troyes zurück, wohin bereits am 19. Februar 1814 ihr Hauptquartier verlegt wurde. Ihr Rückzug wurde begünstigt durch den starken Frost, der wieder einsetzte und den aufgeweichten Boden gefrieren ließ. Darüber konnte man marschieren und sogar die Wagen rollen lassen, die Truppen waren nicht mehr auf die wenigen guten Straßen angewiesen. Die Böhmische Armee stand am Abend des 20. Februar 1814 zwischen Fontvannes und Malmaison. Dort blieb sie aber nicht stehen, sondern zog sich immer weiter zurück. Bereits am Vormittag des 24. Februar 1814 betrat Napoleon wieder Troyes.